# Трипръст ленивец джудже
Трипръстият ленивец джудже (Bradypus pygmaeus) е вид бозайник от семейство Bradypodidae. Видът е критично застрашен от изчезване.

## Разпространение и местообитание
Разпространен е в Панама.